# Moniga del Garda

Lage der Gemeinde Moniga del Garda in der Provinz Brescia

Moniga del Garda ist eine italienische Gemeinde mit 2646 Einwohnern (Stand 31. Dezember 2023) in der Provinz Brescia in der Lombardei.
Moniga del Garda liegt am Südwestufer des Gardasees. Die Nachbargemeinden sind Bardolino (VR), Garda (VR), Manerba del Garda, Polpenazze del Garda, Puegnago sul Garda, San Felice del Benaco und Soiano del Lago.

## Benennung
Die Bedeutung des Namens Moniga ist unbekannt. Es wurde vermutet, dass der Name auf das germanische Morn was Morgen im Sinne von Morgenpunkt also Osten bedeuten soll. Andere vermuten, dass es hier in römischer Zeit einen Tempel der Diana Munichia gab und so Moniga von Munichia abgeleitet wurde.

## Geschichte
Archäologische Funde belegen, dass bereits seit der Bronzezeit Menschen in einer Pfahlbausiedlung auf dem Gebiet des heutigen Moniga lebten. Spätestens in der Römerzeit existierte hier eine Stadt. Aus dieser Zeit stammt eine Inschrift, in der der Gardasee erstmals Benaco genannt wurde. Nach dieser Inschrift, die sich heute im Rathaus befindet, brachten Marcus Coelius und Fabia Catullus, bei denen es sich vermutlich um Fischer handelte, Neptun ein Opfer dar. Während der Völkerwanderungszeit im 5. und 6. Jahrhundert wechselten mehrmals die Machthaber bis schließlich die Langobarden die Lombardei in Besitz nahmen. Mitte des 8. Jahrhunderts eroberten es jedoch die Franken. 868 ging Moniga del Garda als Schenkung an die Benediktinerabtei San Zeno in Verona. Im 10. Jahrhundert wurde eine erste Burg errichtet. Während der zweiten Hälfte des 12. Jahrhunderts gab Heinrich VI. Moniga del Garda als Lehen an Ugone da Poncarale. Doch schon 1196 kam es in den Besitz des Klosters von Leno.
Im 13. oder 14. Jahrhundert wurde die heutige Burg, Castello di Moniga, errichtet. Die erste Erwähnung Monigas stammt aus einer Schenkungsurkunde aus dem 14. Jahrhundert in der Johann von Böhmen die Burg an die Herren von Castelbarco übergibt. 1332 eroberte Mastino II. della Scala die Provinz Brescia und kam so auch in den Besitz Monigas. Doch schon 1339 kam die Provinz in Hände der Familie Visconti. 1426 unterwarf sich Brescia der Republik Venedig. Die frühere Zugehörigkeit zu Venedig hinterließ Spuren in der religiösen Verwaltungsstruktur: obwohl Moniga heute zur Provinz Brescia gehört, ist es kirchlich dem Bistum Verona zugeordnet. 1796 eroberte Napoleon die Lombardei, die nach seiner Niederlage an das Kaisertum Österreich kam. Erst im März 1861 kam sie an Italien.

## Wirtschaft und Verkehr
Die meisten Einwohner Monigas lebten lange Zeit ausschließlich von Landwirtschaft, vor allem Olivenanbau und von Fischerei und Weinbau. Man baute auch Maulbeerbäume an, um Seidenraupen zu züchten und konnte mit dem Verkauf der Rohseide einen Nebenverdienst erwirtschaften. Der Weinbau hat bis heute große Bedeutung, besonders bekannt ist Moniga für den Chiaretto, einen dunklen Roséwein. Inzwischen ist der Tourismus eine der Haupteinnahmequellen der Gemeinde.
Moniga liegt an der Strada provinciale 572. Die Autobahn A4 ist ca. 12 km entfernt, der nächste Bahnhof liegt im rund 10 km entfernten Desenzano.

## Sehenswürdigkeiten

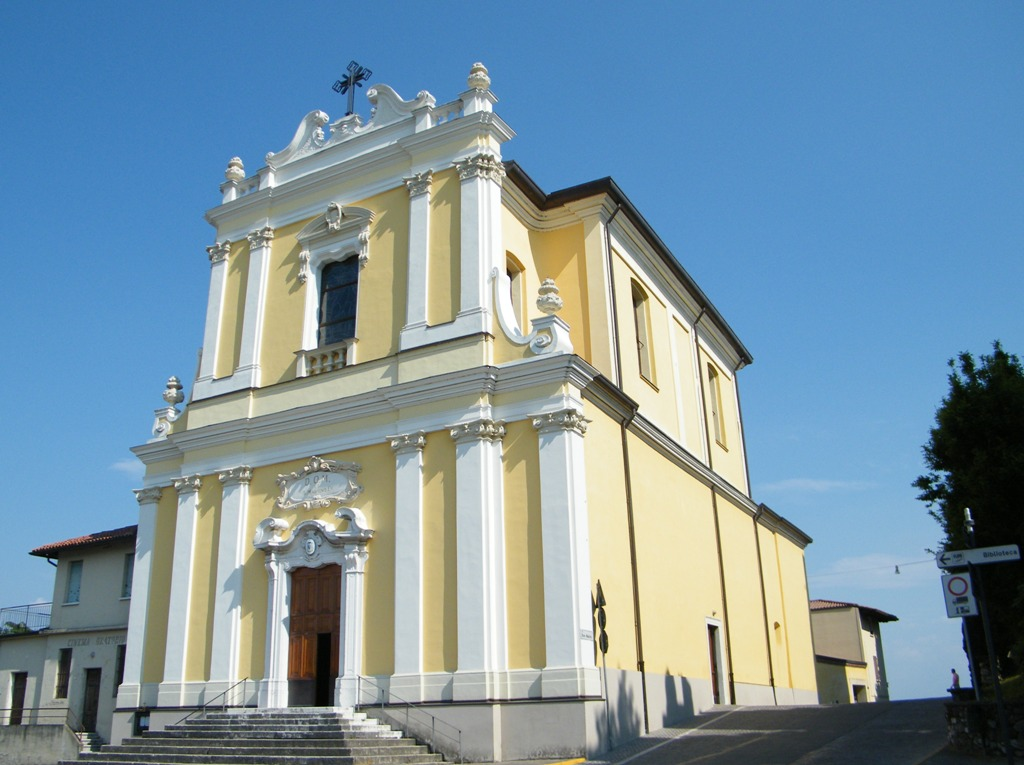
Pfarrkirche S. Martino

Neben dem Castello di Moniga und der Villa Bertanzi gibt es zwei Kirchen: die im 15. Jahrhundert erbaute Pfarrkirche San Martino wurde mehrmals umgebaut. Der heute sichtbare Barockstil stammt aus dem letzten Umbau im 18. Jahrhundert. Die kleine romanische Kirche Madonna della Neve befindet sich am Rande der Stadt. Außerdem gibt es ein kleines Heimatmuseum, in dem das Leben der Bauern des 19. und Anfang des 20. Jahrhunderts illustriert wird. Die ältesten Häuser stehen im Ortsteil Pozzo südlich und östlich des Hauptplatzes Piazza San Martino.

### Castello di Moniga

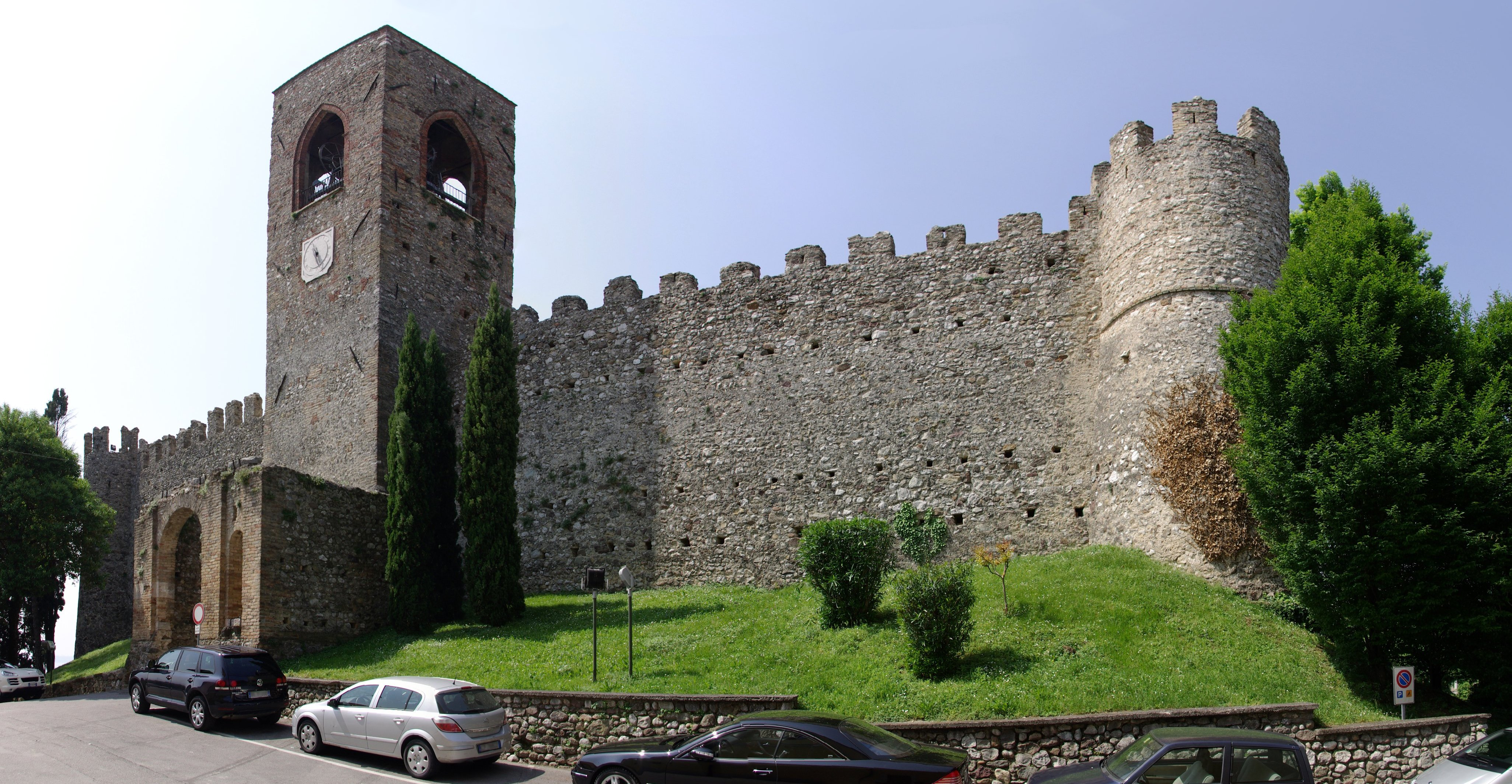
Das mittelalterliche Kastell in Moniga del Garda

Die Burg steht auf dem höchsten Punkt von Moniga del Garda. Da der Standort jedoch leicht zugänglich war, war die Burg nicht von strategischer Bedeutung und deshalb nie hart umkämpft. Aus diesem Grund ist sie die am besten erhaltene Burg in der Valtènesi-Region. Ausgrabungen zeigten, dass sie nicht vor dem 13. Jahrhundert errichtet wurde. Sie diente als Fliehburg, in die man sich bei Gefahr zurückziehen konnte und in der landwirtschaftliche Produkte gelagert wurden.
Die ersten Besitzer der Burg waren verschiedene Klöster, dann die Republik Venedig, ab 1859 gehörte sie zum Kaisertum Österreich.
Die Burg hat einen rechteckigen Grundriss von etwa 85 × 55 m und eine Fläche von etwa 4600 m². Die vier Ecken sind mit jeweils einem runden Turm, die etwas höher sind als die Mauern, bewehrt. Im Norden, Westen und Süden gibt es zwischen den Ecktürmen noch einen weiteren runden Turm. An der Ostmauer, wo sich auch der Zugang befindet, steht der Bergfried. Die Burgmauer war früher von einem Graben umgeben. Dem Bergfried war ein Ravelin von etwa 8 × 5 m vorgelagert. Er verfügte über ein Tor mit einer Zugbrücke und rechts daneben eine Schlupftür mit einer kleinen Zugbrücke für Fußgänger. Durch ein Tor unter dem Bergfried, das durch ein zweiflügeliges Tor und ein Fallgatter gesichert war, gelangte man in die Burg. Der Bergfried hat einen quadratischen Grundriss von etwa 6 m Seitenlänge und ist 23 m hoch. Im 15. Jahrhundert wurde der Bergfried in einen Glockenturm umgewandelt. Im nördlichen Teil der Westmauer gibt es einen zweiten kleineren Zugang.
Der Glockenturm gehört zur Pfarrkirche San Martino, die die älteste Kirche der Valtènesi-Region ist und stammt aus dem Jahr 1454.
Innerhalb der Burg gab es zunächst kaum Bebauung. Als die Burg ihre Funktion verloren hatte, errichteten Bürger ihre Häuser innerhalb der Mauern. Heute gibt es dort vier Häuserzeilen. Die Häuser gehören den Bewohnern bzw. sind im Privatbesitz, die Burgmauern und die Türme gehören der Gemeinde.

### Villa Bertanzi
Bei der Villa Bertanzi handelt es sich um einen Palast aus dem späten 17. Jahrhundert. Er liegt etwa 350 m nordwestlich der Burg in der Via Dante Alighieri. Er gehörte ursprünglich der Familie Brunati. Amalia Brunati erhielt sie als Mitgift, als sie den Schriftsteller Pompeo Gherardo Molmenti heiratete. Pompeo Molmenti, der zeitweise auch Bürgermeister von Moniga del Garda war, liebte die Villa sehr. Er ließ sie Anfang des 20. Jahrhunderts mit venezianischen Fresken der Künstler Ettore Tito, Alessandro Milesi, Beppe Ciardi, Luigi Nono und Giacomo Favretto schmücken. Pompeo Molmenti soll auch 1896 als erster den Chiaretto hergestellt haben.
Die Villa ist heute im Privatbesitz der Familie Bertanzi und kann nur bei den Weinfesten Palio del Chiaretto im April, Italia in Rosa im Juni und Rassegna del Chiaretto im Juli besichtigt werden.

### Madonna della Neve

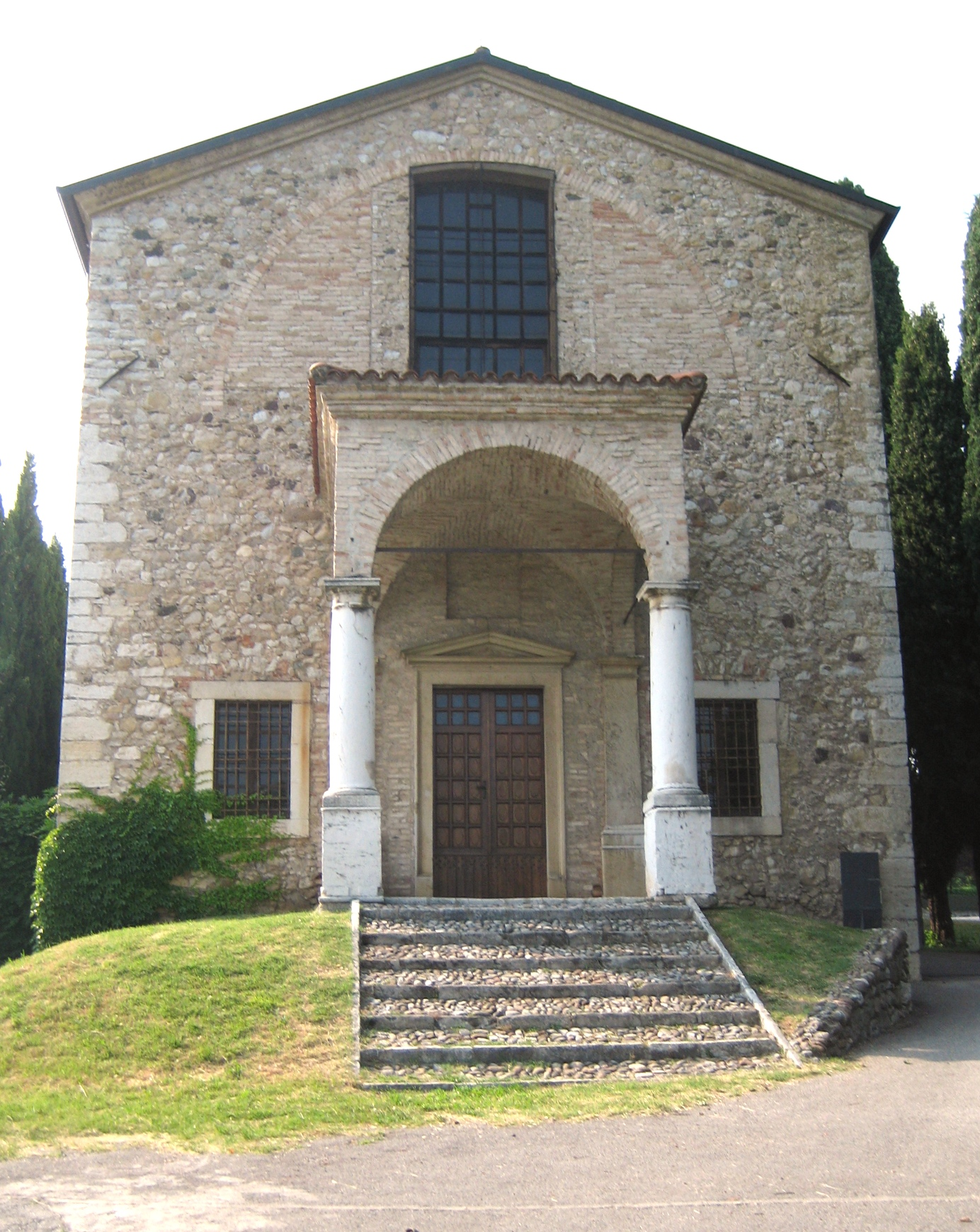
Madonna della Neve

Die romanische Kirche Madonna della Neve (Unsere Liebe Frau vom Schnee) wurde in der zweiten Hälfte des 16. Jahrhunderts erbaut und ist somit die jüngste Kirche in diesem Baustil in der Valtènesi-Region. Sie steht etwa 600 m südlich der Burg bei dem Friedhof von Moniga del Garda und wird im Sommer auch als Friedhofskapelle genutzt. Die heutige Fassade wurde im 19. Jahrhundert gestaltet. Über eine Treppe erreicht man den überdachten Eingangsbereich. Das Vordach wird von zwei Marmorsäulen getragen. Die einzigen Fenster, befinden sich in der Fassade – zwei kleine rechteckigen Fenster rechts und links des Eingangs und ein großes rechteckiges Fenster in der Mitte über dem Vordach. An der Ostseite befindet sich noch ein Seiteneingang.
Der Innenraum der einschiffigen Kirche misst etwa 15 × 10 m und hat an der Rückseite einen rechteckigen Altarraum. Durch eine Tür in der Westwand des Altarraums gelangt man in die Sakristei und auf der gegenüberliegenden Seite zum Glockenturm. Während der Terrakotta-Boden noch aus dem 16. Jahrhundert stammt wurden die Wandmalereien im 20. Jahrhundert angelegt. Im 19. Jahrhundert wurde die Kirche während einer Cholera-Epidemie als Krankenhaus genutzt. Als die Epidemie überstanden war, wurde die Kirche durch das Auftragen von Kalk auf die Wände desinfiziert. Hierdurch wurden die Wandmalereien zerstörte.

## Klima
|                       | Jan | Feb | Mär | Apr | Mai | Jun | Jul | Aug | Sep | Okt | Nov | Dez |   |      |
| Mittl. Tagesmax. (°C) | 6   | 9   | 13  | 18  | 22  | 26  | 29  | 27  | 24  | 18  | 13  | 8   | ⌀ | 17,8 |
| Mittl. Tagesmin. (°C) | 0   | 1   | 5   | 9   | 12  | 16  | 17  | 17  | 14  | 11  | 6   | 2   | ⌀ | 9,2  |
|                       |     |     |     |     |     |     |     |     |     |     |     |     |   |      |
| Sonnenstunden (h/d)   | 3   | 4   | 5   | 6   | 8   | 8   | 10  | 7   | 7   | 5   | 2   | 3   | ⌀ | 5,7  |
|                       |     |     |     |     |     |     |     |     |     |     |     |     |   |      |
| Regentage (d)         | 5   | 6   | 6   | 9   | 9   | 10  | 7   | 6   | 5   | 7   | 8   | 7   | Σ | 85   |

| 0 |

| 1 |

| 5 |

| 9 |

| 12 |

| 16 |

| 17 |

| 17 |

| 14 |

| 11 |

| 6 |

| 2 |

| 0 |

| 1 |

| 5 |

| 9 |

| 12 |

| 16 |

| 17 |

| 17 |

| 14 |

| 11 |

| 6 |

| 2 |